# Марлинский каскад
Марлинский каскад (Золотая гора) — памятник архитектуры, каскад. Расположен в западной части Нижнего парка Петергофа у дворца Марли.
Каскад дал название ведущей к нему улице. Как и ряд других сооружений Петергофа, символизирует морское владычество Российской империи.

## История

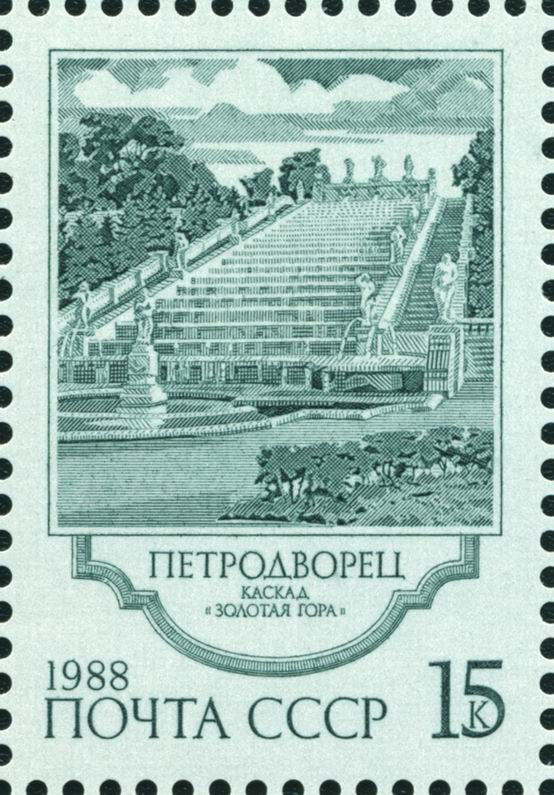
Каскад на марке СССР (1988, ЦФА № 6027).

Каскад задуман Петром I после посещения парижского Марли. Распоряжение о создании каскада было отдано в 1721—1722 годах, Николо Микетти создал проект, практически точно воспроизводящий французское сооружение, Пётр I изменил в нём наклон каскада и уменьшил число ступеней.
В январе 1722 года началась заготовка материалов для постройки, плитный камень по приказу И. Ф.-Браунштейна добывали на пудостских, путиловских и шелдихинских карьерах. Летом 1722 года в горе выкопали яму под фундамент и стены, был создан водоводный канал с ковшом. В октябре 1722 года Микетти запросил у Канцелярии городовых дел начать отливку свинцовой декоративной скульптуры по его рисункам.

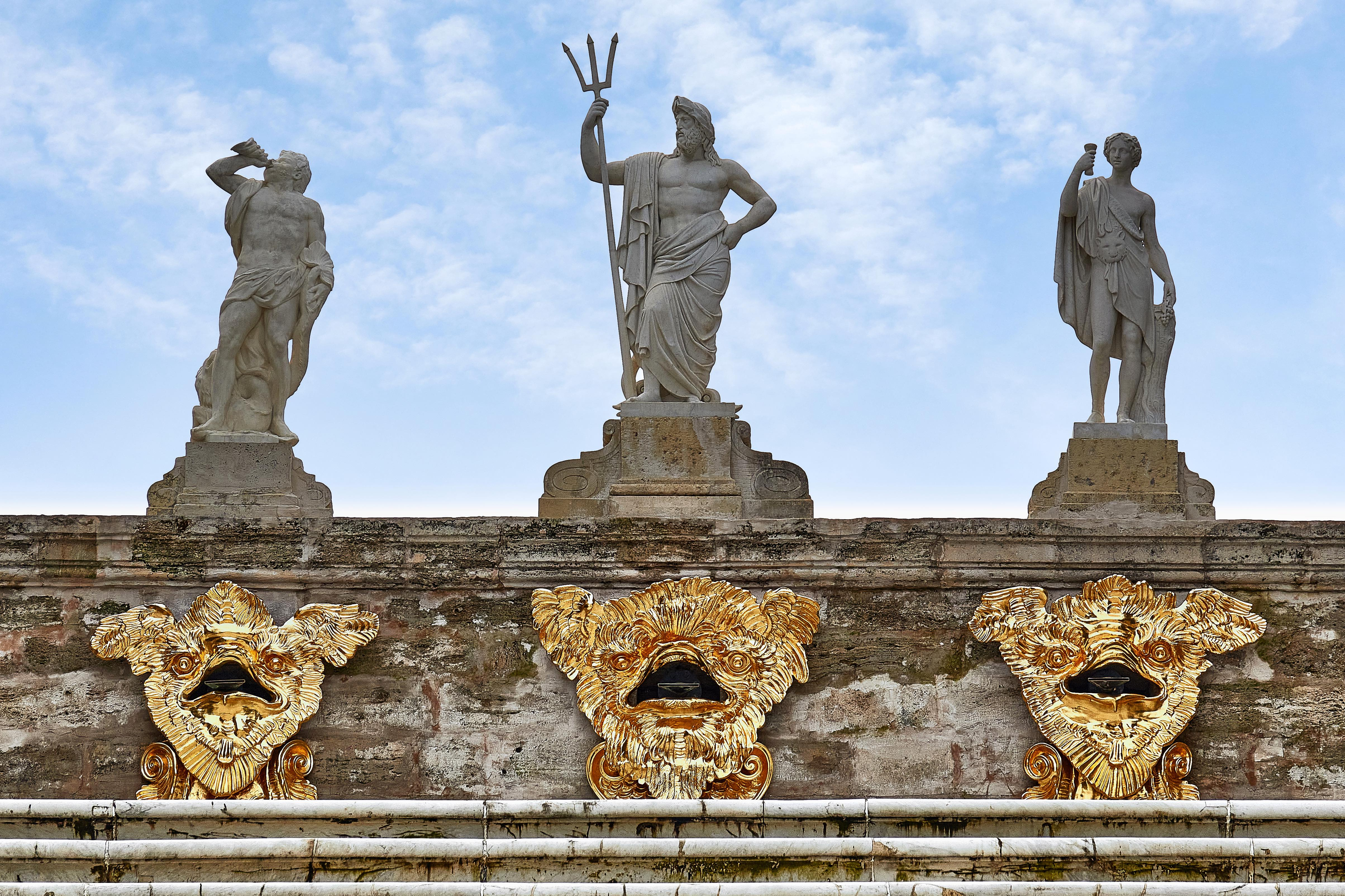
Тритон, Нептун, Нимфа и маскароны

Весной-летом 1723 года были уложены кирпичные ступени каскада. В это время Пётр I решил, что каскад будет украшен Геркулесом, убивающем семиглавую гидру, а вода будет литься из её пасти; М. Г. Земцов выполнил эскизы, Пётр I подправил их, модели выполнил Николя Пино, их передали Б. К. Растрелли, но из всего проекта тот отлил лишь три больших маскарона-медузы и подставки-картуши под них.
В 1724 году строительством каскада стал заведовать Земцов, которому после смерти Петра I наказали упростить проект и завершить его в короткие сроки. На склоне, где был построен каскад, изначально были посажены ели, поэтому каскад первое время называли «Елевая гора».
Весной 1726 года новый проект стал реализовывать Т. Усов, но в 1727 году работы приостановили, а в 1731 году приказали довести до конца. Земцов затребовал прислать сто пятьдесят каменщиков для перекладки ступеней и уступов и летом 1732 года завершил работы. Итоговый проект сильно отличается от изначального, в нём доминирует не бассейн, а расширенная и поднятая водопадная лестница. Двадцать одна ступень была выстлана путиловским известняком, окаймлена мраморными сливами и полосами медных позолоченных листов на подступенных стенках. Из-за этого элемента каскад стал в дальнейшем называться Золотым.
Земцов поставил на аттик каскада скульптуры Нептуна, Тритона и Нимфы (работы венецианца Антонио Тарсиа 1718—1719 годы, плинты подписаны), внизу, по сторонам нижней ступени — Андромеду (венецианский скульптор Пьетро Баратта, скульптура с вододействием, была доставлена на корабле «Армонт») и Флору (по атрибутам скорее Венера, но статуя подписана на плинте; автор Джованни Зорзони или, по последним исследованиям, также П. Баратта, с 1999 года статуя была заменена на каскаде на копию, оригинал стоял в Западной галерее Большого дворца). Также каскад был украшен дельфинами с форсунками во рту, вода оттуда сливалась в бассейн. Парапеты каскада завершены волютообразными постаментами с двумя свинцовыми позолоченными статуями на них. Все скульптуры были перенесены из Меньшиковского сада в 1732 году (и были изготовлены, по всей видимости, по заказу С. Л. Рагузинского для А. Д. Меншикова). В неглубоком бассейне у подошвы каскада стояла мраморная группа «Фавн с козлёнком».
В середине XVIII века на боковые парапеты каскада установили ещё восемь деревянных позолоченных статуй, в начале 1780-х годов их заменили на свинцовые. На 1783 год каскад был украшен десятью свинцовыми и шестью мраморными скульптурами.
В 1870-е годы ветхие свинцовые статуи сняли, взамен привезли десять итальянских скульптур из каррарского мрамора, сделанных неизвестными скульпторами XIX века. Н. Л. Бенуа в то же время отреставрировал каскад, сохранив характер обработки камней и даже идущий сверху донизу шов между большими ступенями. Мраморными плитами после реставрации были облицованы ступени целиком, не только края, как это было изначально.
Во время Великой Отечественной войны каскад был повреждён. Мраморные скульптуры и свинцовые маскароны сохранились в земле (по другим данным, свинцовые детали были эвакуированы) и были поставлены на место весной 1945 года, при реставрации была восстановлена медная обшивка подступенных опор и отреставрирована мраморная облицовка. Реставрация проходила в 1946—1949 годах по проекту В. С. Баниге.
В 1966 году две ветхие свинцовые подставки под маскароны были воспроизведены в бронзе на заводе «Монументскульптура», оригиналы убраны в фонды.
В 1973—1980 годах прошёл капитальный ремонт каскада: облицовка аттика и боковых переплётов была расчищена, деревянные лестницы заменены на гранитные, балюстрада которых сделана из эстонского доломита.
В 2012 году большинство конструкций было признано ограниченно работоспособными или неработоспособными, в 2013—2015 году состоялся ещё один ремонт каскада. При этой реставрации на каскад установили ранее убранные с него скульптуры: мраморные статуи были очищены, укреплены и получили обратно утраченные мелкие детали, со свинцовых маскаронов и одной остававшейся свинцовой подставки были изготовлены бронзовые копии.

## Скульптура каскада
На 2015 год на каскаде были установлены статуи:
- На аттике: Тритон, Нептун, Нимфа[8],
- По сторонам нижней ступени: Андромеда, Флора (из Венеции)[13],

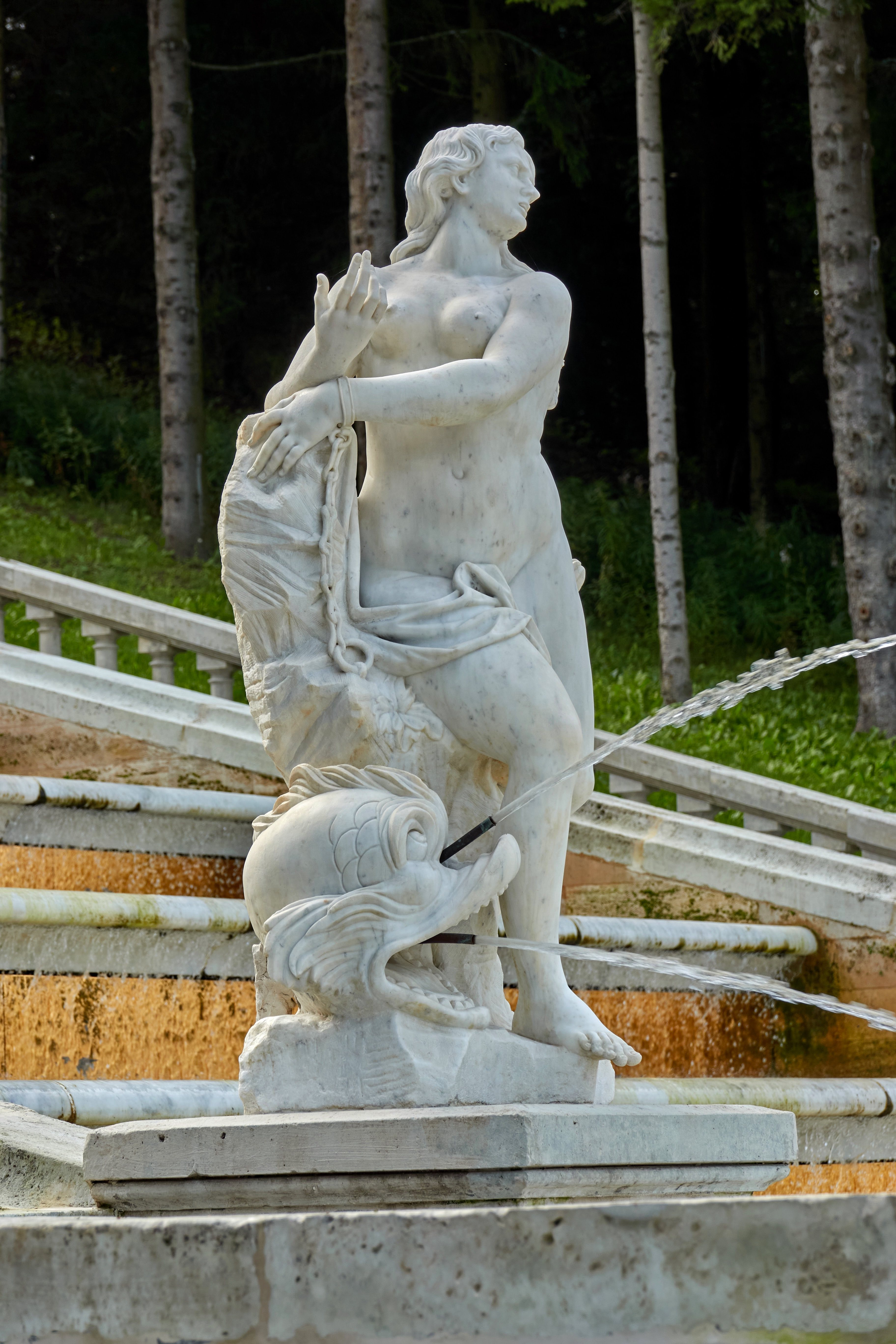
Андромеда
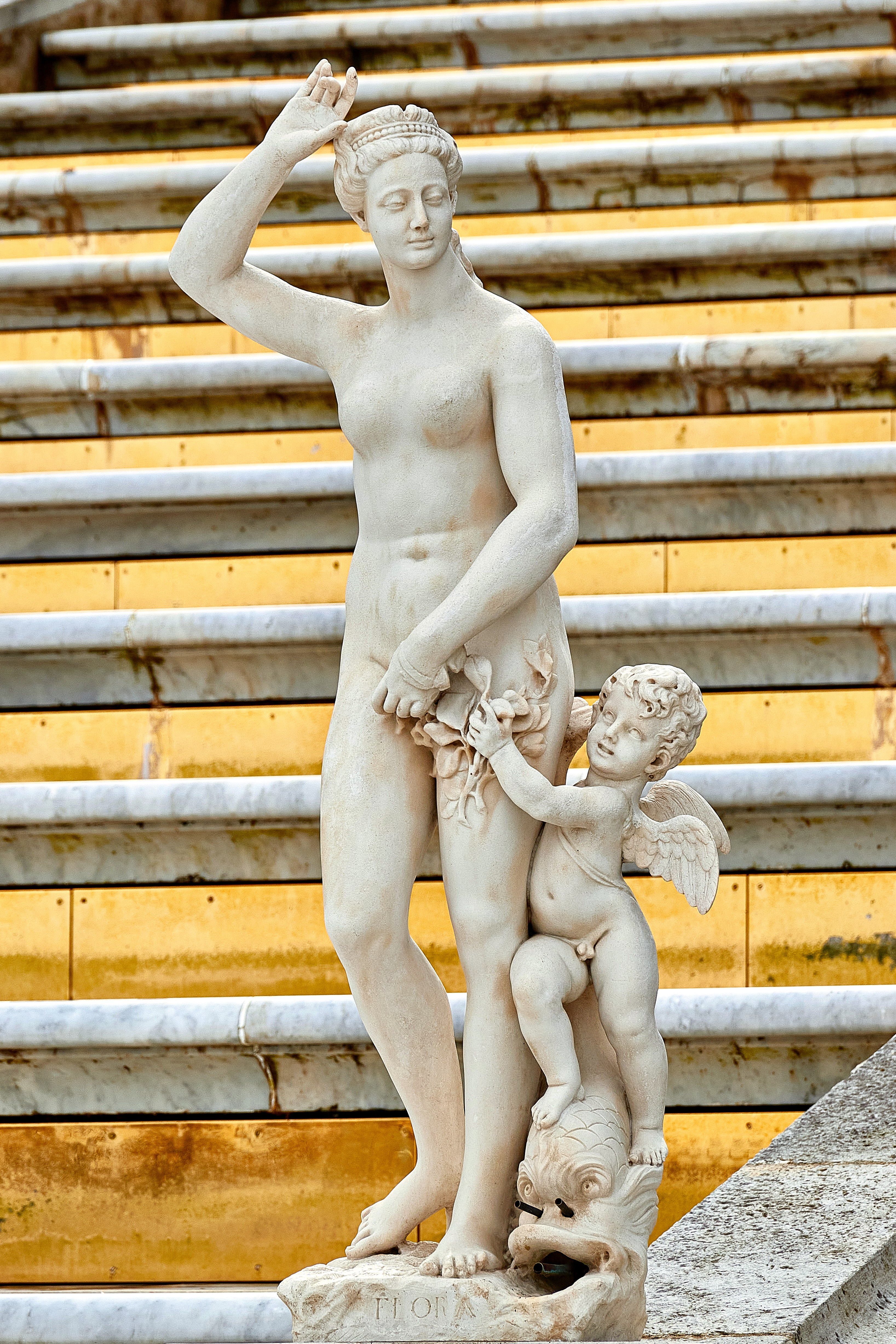
Флора

- Девять каррарских статуй: Нептун, Вакх, Флора, Гермес, Венера Италийская (копия с работы А. Кановы, ещё одна стоит в фонтане Западного Квадратного пруда), Аполлино (копия с античного оригинала IV века до н. э. школы Праксителя, другие копии многочисленны, включая копию в фонтане Восточного Квадратного пруда), Минерва, Вулкан, Отдыхающий сатир (копия с оригинала IV века до н. э. школы Праксителя)[14],

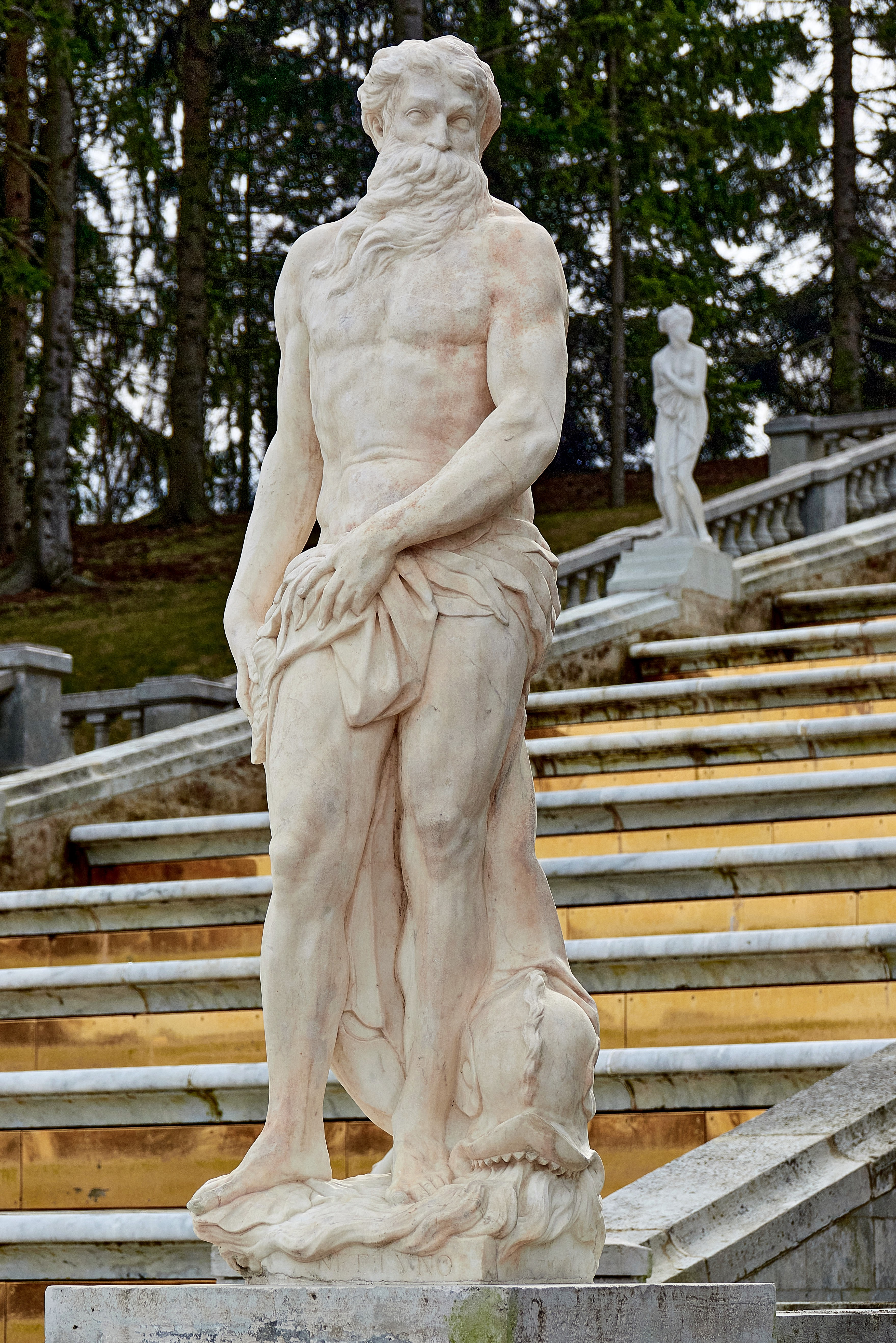
Нептун
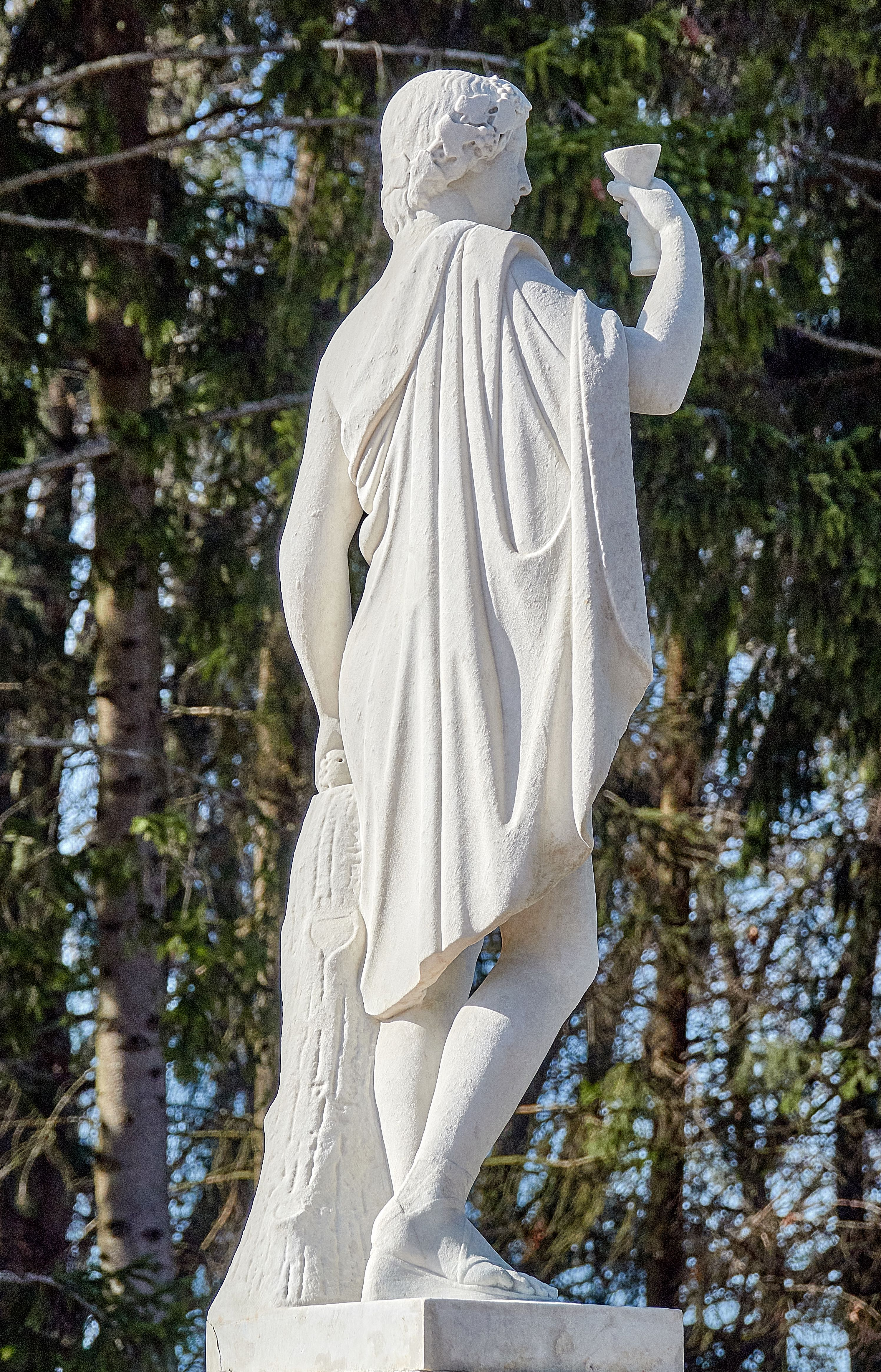
Вакх
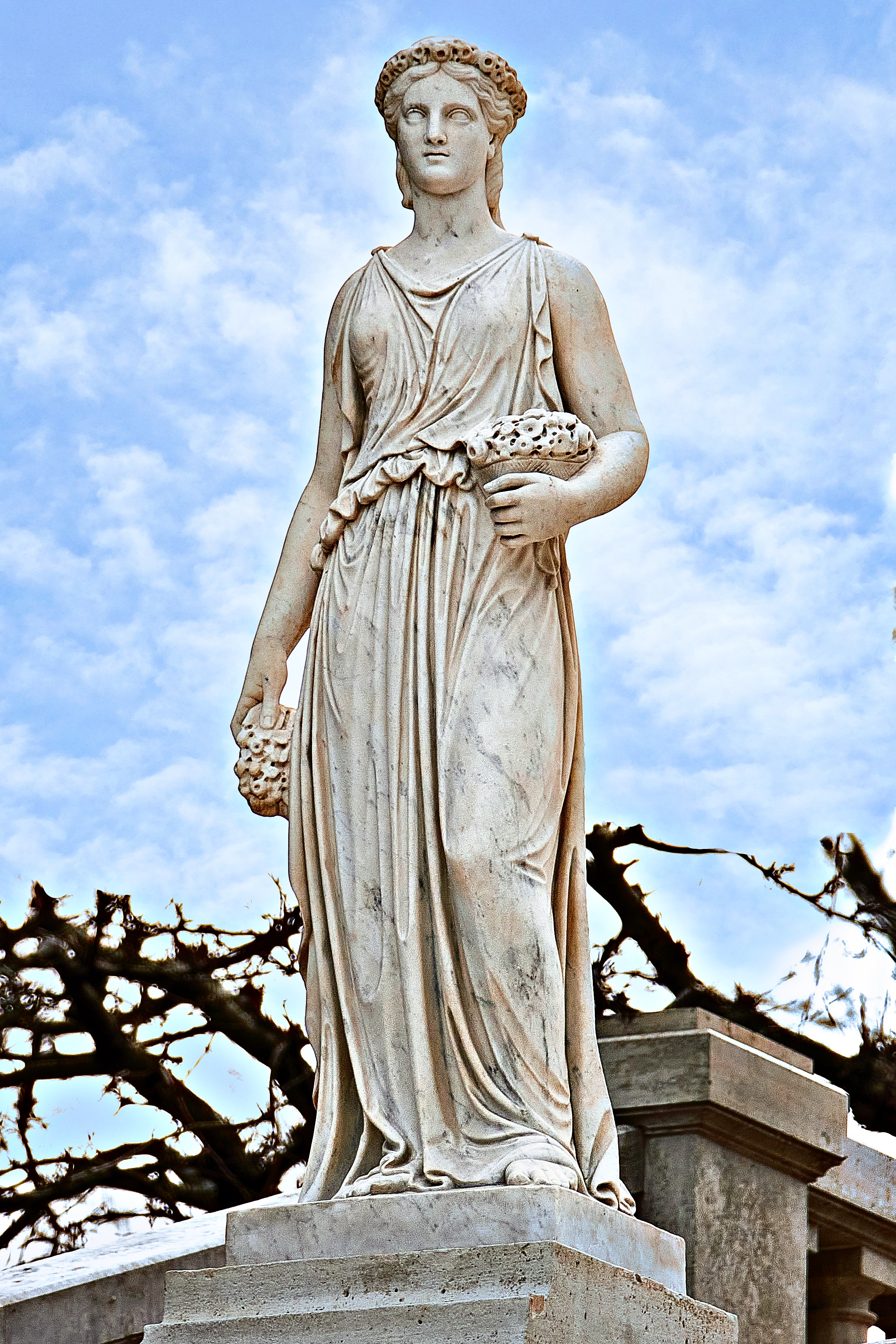
Флора
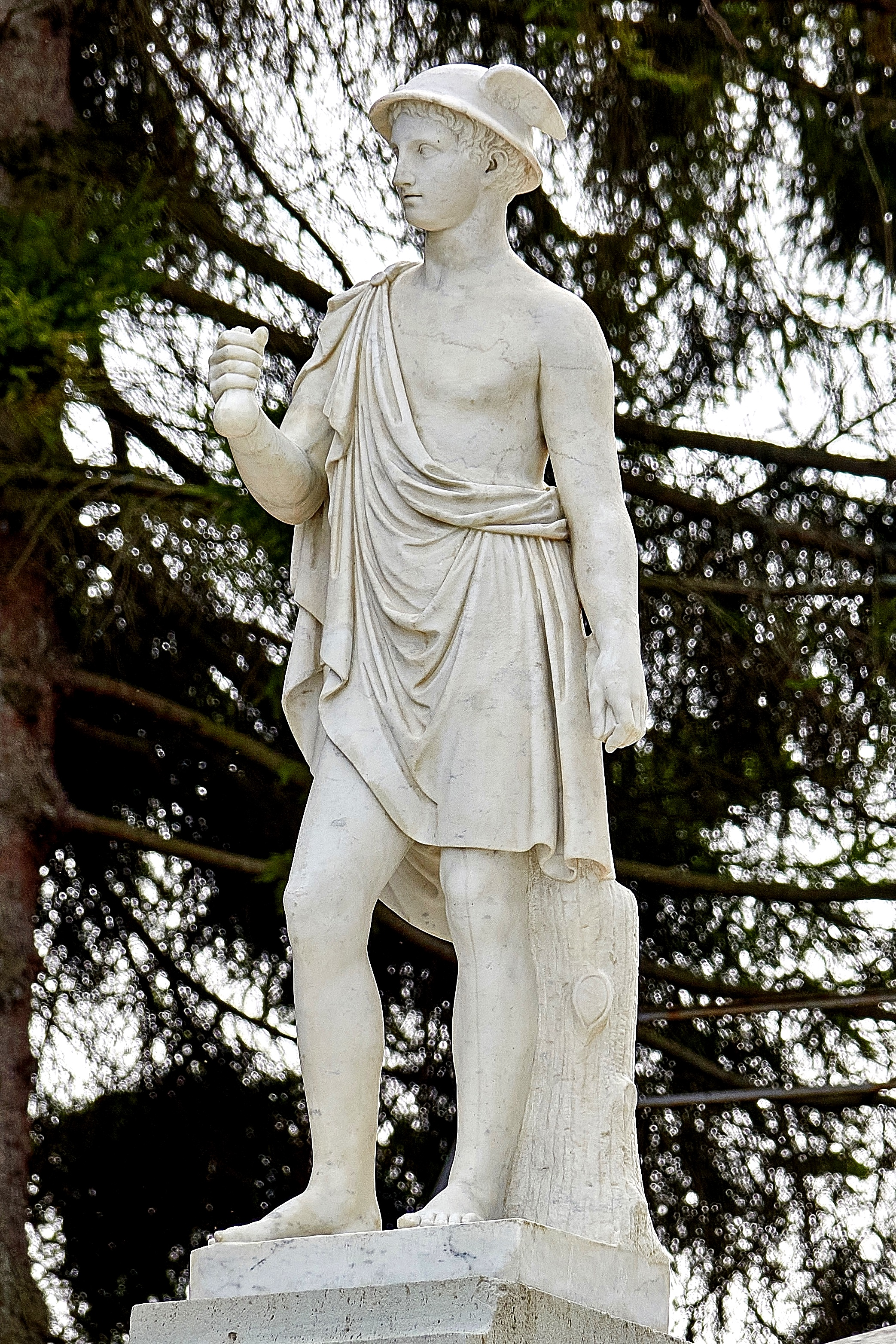
Гермес
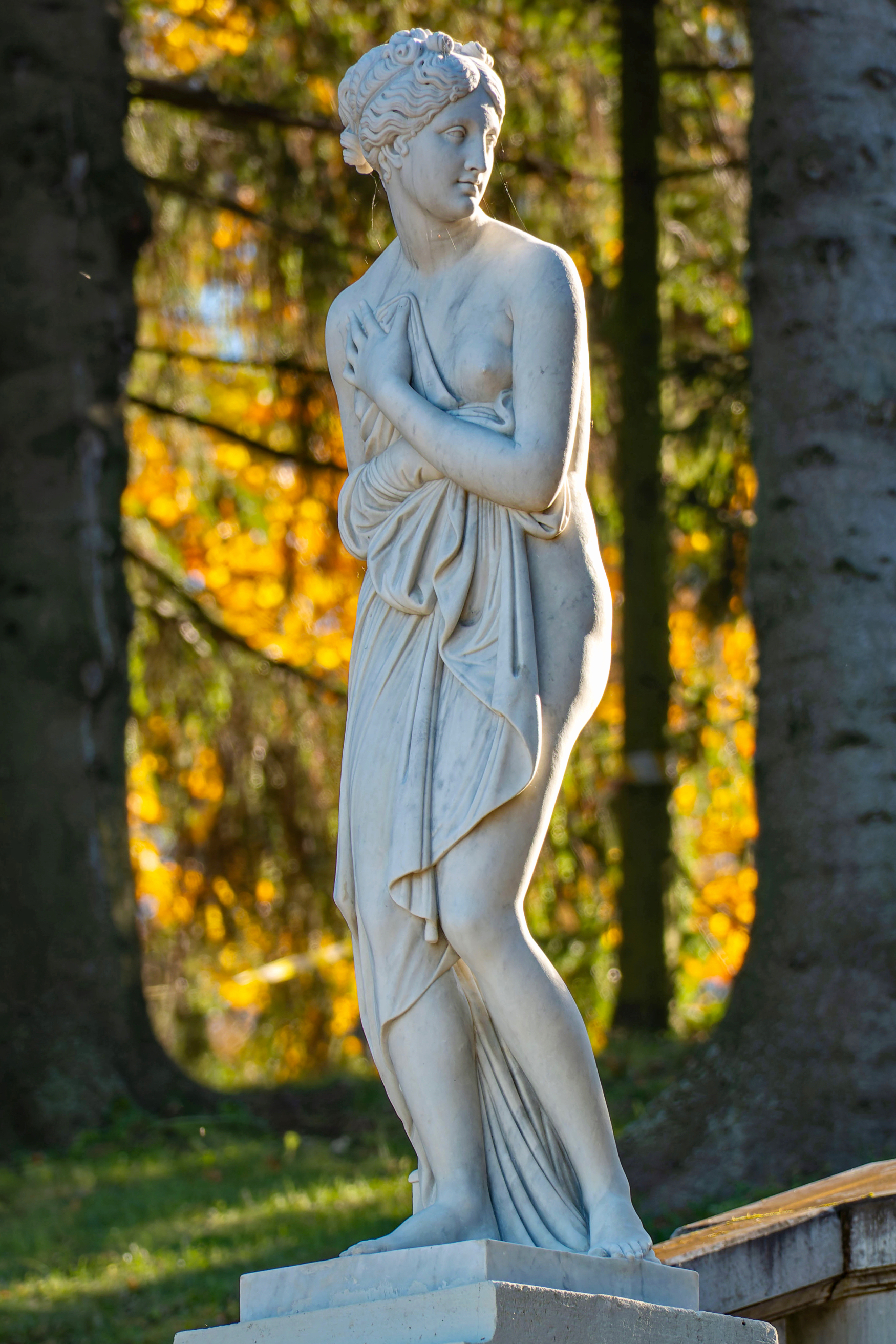
Венера Италийская
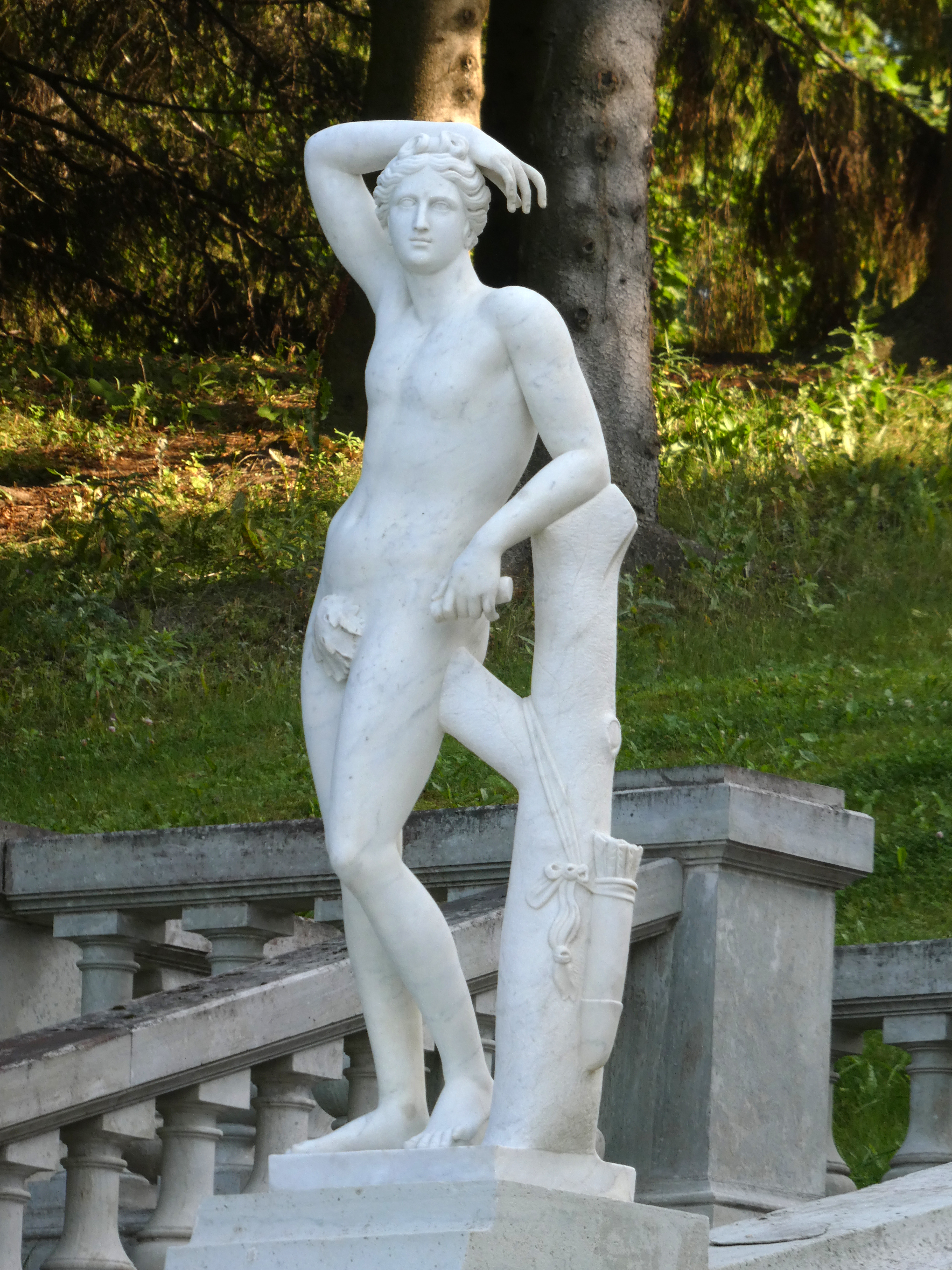
Аполлино
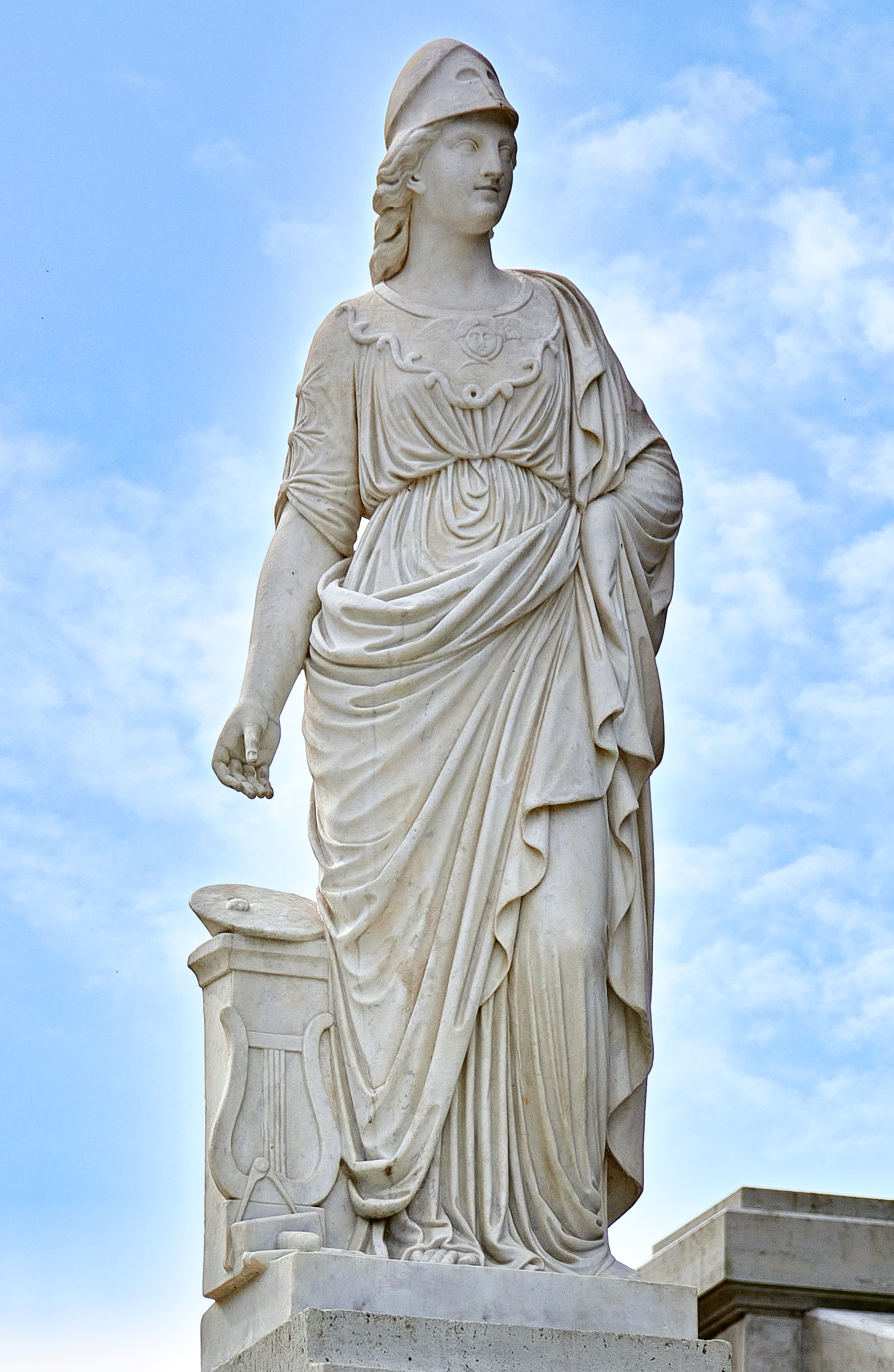
Минерва
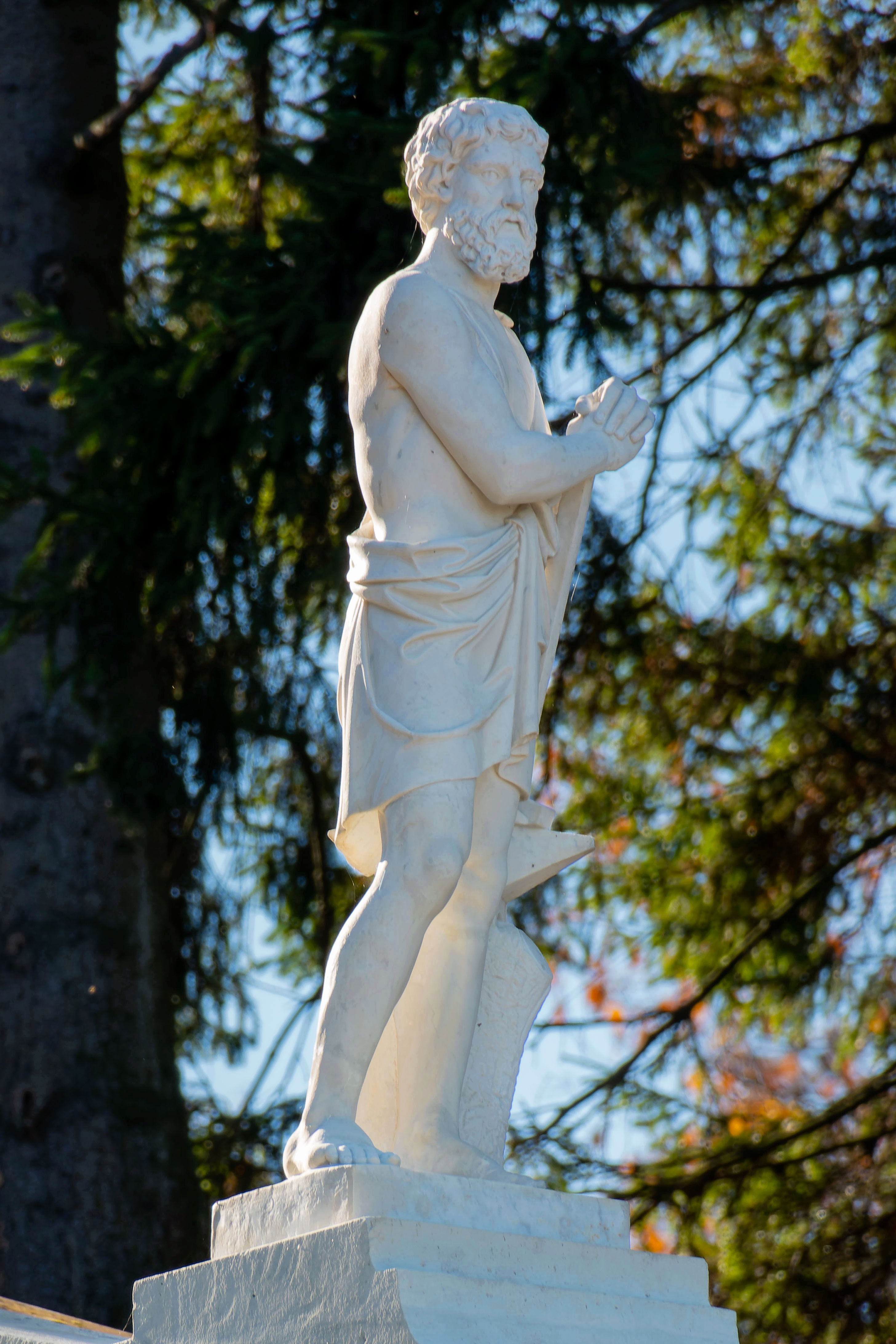
Вулкан
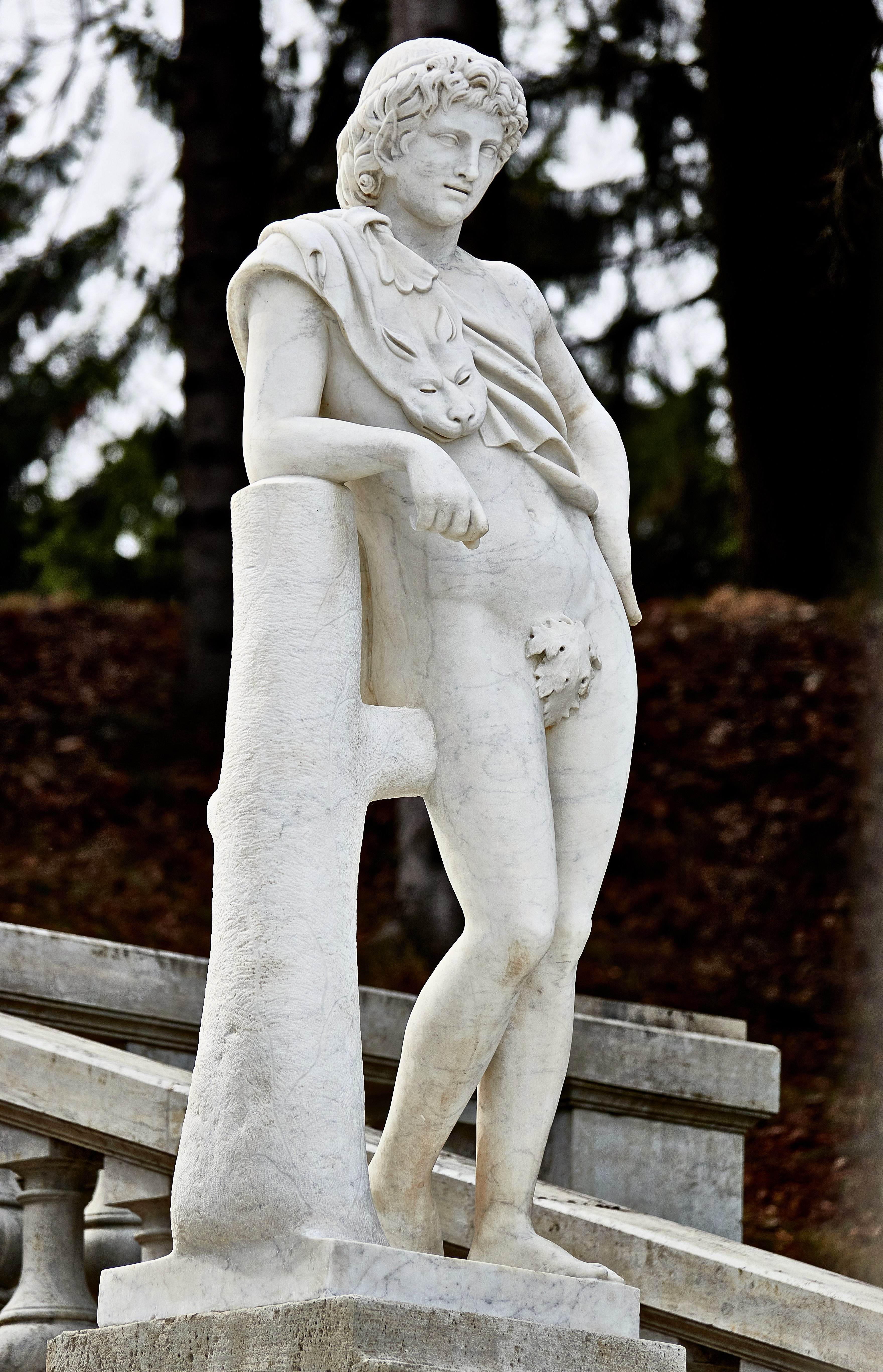
Вакх (Отдыхающий сатир)

- Венера Медицейская, копия с античного оригинала IV—III веков до н. э. работы Кефисодота Младшего и Тимарха, в 1856 году была перемещена из Большого зала Таврического дворца для оформления наружной лестницы Бельведера в Луговом парке, установлена на Марлинский каскад взамен сильно повреждённой статуи «Психея с бабочкой». Одна из копий статуи также стоит в Большом каскаде, другая — в саду Венеры Марлинского участка Нижнего парка Петергофа[15],
- Весна — Италия, XVIII век, из партера Нижнего сада Ораниенбаума была перенесена в Петергоф в 1926 году, с 1929 года украшала фонтан западного Квадратного пруда, с 1945 года стоит в центре нижнего бассейна каскада взамен разбитого в Великую Отечественную войну «Фавна со свирелью» («Фавн с флейтой», ранее был перенесён из усадьбы Знаменка). Стоит на цилиндрическом пьедестале с квадратным плинтом, украшенном профилированными поясками и рельефными гирляндами. Пьедестал был заказан И. Денейсом в 1869 году вместе с десятью мраморными статуями взамен ветхого пьедестала из пудожского камня, изначально на нём стоял «Фавн с козленком», в 1927 году ветхую скульптуру заменили на вышеупомянутого «Фавна со свирелью»[16],
- Две мраморные вазы 1870 года, по львиным маскаронам на туловах предполагается, что они были сделаны по рисункам Н. Л. Бенуа[17],
- Три медузы-маскарона с подставками[11].

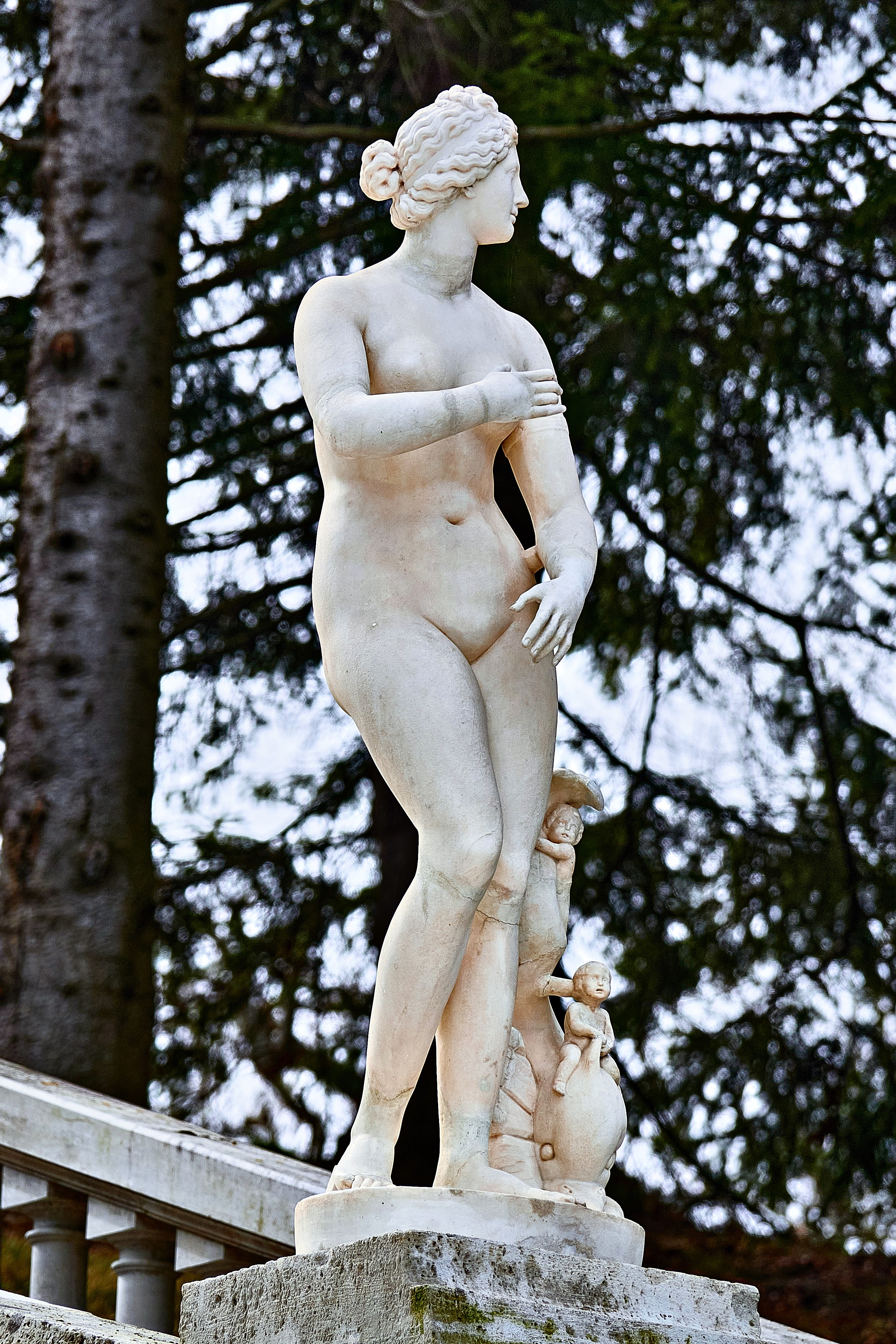
Венера Медицейская
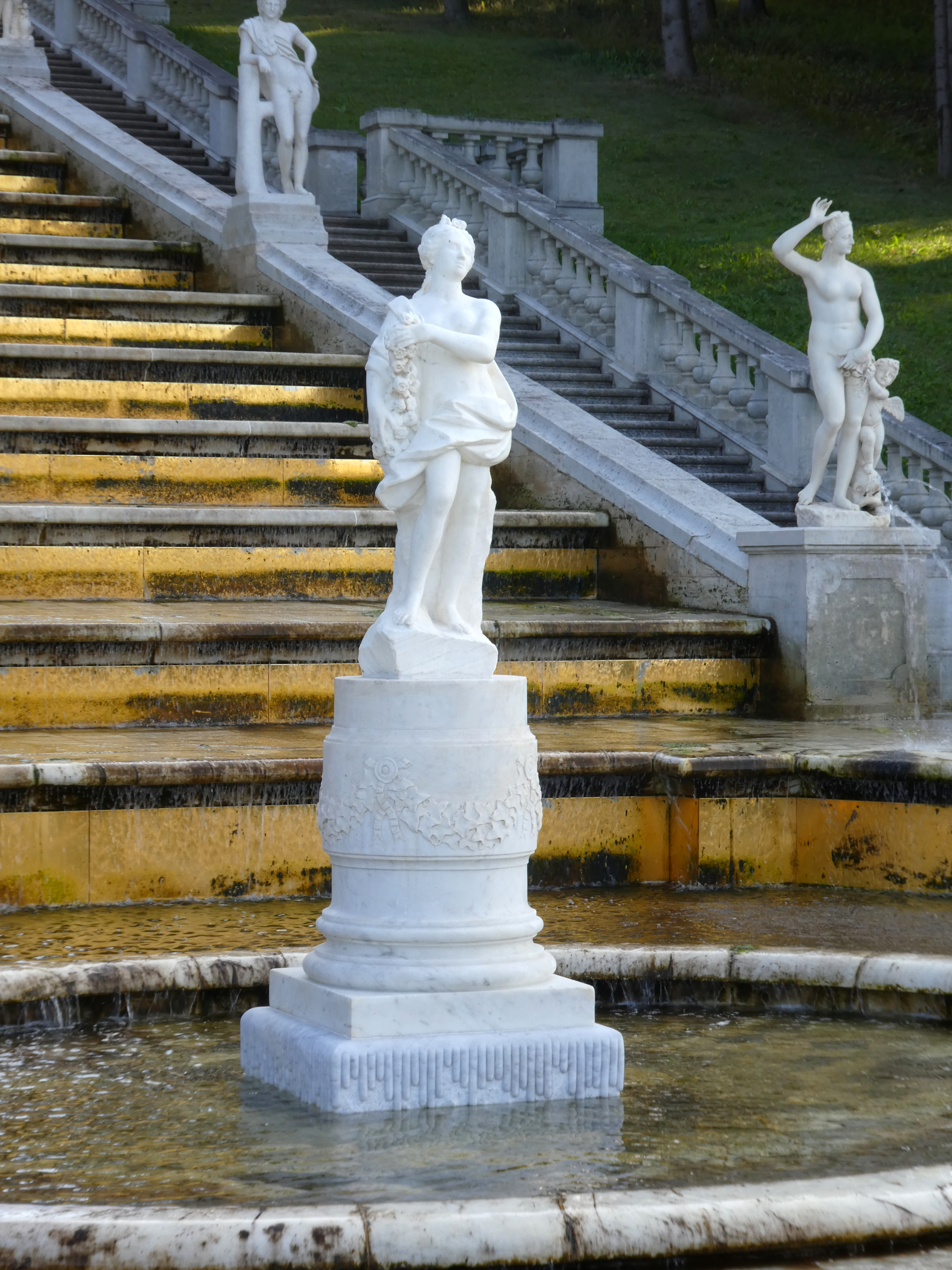
Весна на пьедестале
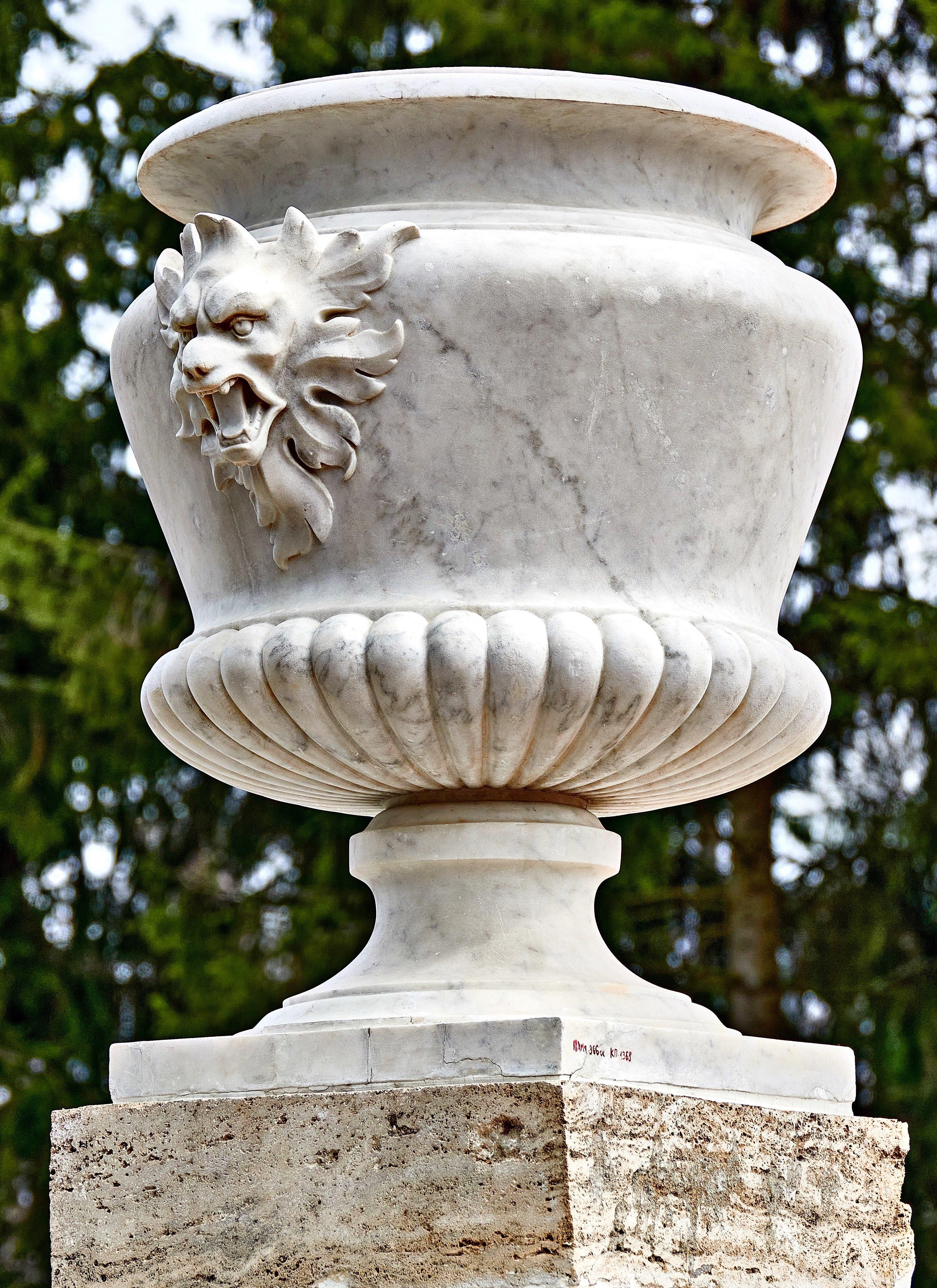
Ваза